# Glazura
Glazura ili pocaklina je tanak staklast sloj kojim se prekrivaju keramički proizvodi radi povećanja otpornosti i nepropusnosti za vodu te postizanja ljepšeg izgleda. Predmeti od tvrdog porculana uronjavaju se nakon prvog pečenja (900 °C) u vodenu suspenziju glinenca, vapnenca, kremena i kaolina i završno peku na 1 400 do 1 500 °C. Glineno posuđe i kaljeve peći premazuju se prije pečenja smjesom gline i olovnog stakla, a dodatkom metalnih oksida dobiva se obojena glazura. Grubi predmeti od kamenine (kanalizacijske cijevi i slično) dobivaju solnu glazuru (natrijev i aluminijev silikat) u užarenoj peći uz dodatak soli.

## Pigmenti za keramiku
Pod pigmentima za keramiku razumiju se kemijske tvari namijenjene bojenju grubih i finih keramičkih proizvoda, ali se mogu upotrijebiti i za emajl i staklo. Te se tvari donekle razlikuju od pigmenata za lakove i boje (nalič) kojima se zaštićuju ili boje uobičajene podloge kao što su drvo, metal i građevne ploče. Osnovna razlika među njima je u tome što se tim tvarima ne boje gotovi proizvodi, već se one primjenjuju u toku proizvodnje keramike i sličnih materijala, pa su prilikom pečenja i žarenja tih materijala (obično u temperaturnom području od 500 do 1 400 °C) podvrgnute dužem djelovanju topline. Od keramičkih se pigmenata, dakle, kao osnovni zahtjev traži da budu izrazito postojani na visokim temperaturama, što je odlika samo nekih anorganskih spojeva. Keramički pigmenti često razviju svoju pravu boju tek nakon pečenja proizvoda na koje su nanijeti.
Keramički se pigmenti primjenjuju kao sastojci keramičkih boja. Osim pigmenata, one sadrže i sredstva za snižavanje tališta te takozvane glazurne frite. Glazume frite treba da u keramičkoj boji služe kao vezivo i da na keramičkom proizvodu stvore prevlaku, glazuru, koja sadrži obojene pigmente (emajliranje). 
Po svom kemijskom sastavu keramički pigmenti nisu uvijek točno određeni. To su obično smjese metalnih oksida, najčešće željeza, mangana, kroma, kobalta i nikla, ali mogu sadržavati i druge okside. Strukturno su obično građeni kao spineli (MIIO • M2III03, gdje je M - metal, a rimski broj označuje njegovu valentnost). Osim metalnih oksida spinelne građe kao keramički pigmenti upotrebljavaju se i neki prikladni neobojeni spojevi kao što su cirkonijev silikat i cirkonijev oksid, u koje se u kristalnu rešetku ugrađuju ioni nekih metala, najčešće vanadija. Tom se ugradnjom postiže obojenost, a poznati keramički pigmenti te vrste su na primjer cirkonij-vanadijski plavi i žuti pigmenti, cirkonij-željezni ružičasti i drugi. U posljednje se vrijeme proizvode keramički pigmenti u kojima se osjetljive, ali snažno obojene tvari kao što je kadmijev sulfoselenid, uključuju u zaštitni sloj bezbojnih, temperaturno vrlo postojanih spojeva, među kojima su opet spojevi cirkonija (silikat, oksid) najvažniji. 
Keramičke se boje najviše upotrebljavaju za bojenje građevne keramike, u prvom redu za zidne pločice, podne pločice i sanitarnu robu (kupaonica). Pri tom se razlikuju boje za glazuru (nadglazurne boje), za bojenje površine keramike prije glaziranja (podglazurne boje) i za bojenje mase. Te se boje upotrebljavaju u različitim razdobljima izrade keramičkih proizvoda, izvrgnute su stoga različitim temperaturama pečenja, pa se o tome mora voditi računa prilikom izbora pojedinog keramičkog pigmenta.

## Slike
|  |  |  |  |  |  |  |
|  |  |  |  |  |  |  |

## Vanjske poveznice
|  | Zajednički poslužitelj ima još gradiva o temi Glazura |